# Теро Піткямякі
Теро Піткямякі (фін. Tero Pitkämäki; 19 грудня 1982, Ілмайокі, Фінляндія) — фінський метальник списа. Чемпіон світу, призер Олімпійських ігор та чемпіонату Європи. Найкращий атлет Європи 2007 року.

## Кар'єра
Першим успіхом на дорослому рівні для фінського метальника стало потрапляння до фіналу на Олімпійських іграх в Афінах в 2004 році, де він посів 8-му сходинку. Після цього Теро суттєво покращив свої результати і вже в наступному 2005-му році на одному з змагань він метнув списа на 91,53 м. Тож на чемпіонат світу, що проходив в Фінляндії Піткамякі вважався одним з головним претендентів на перемогу, але посів тільки четверте місце.
Свою першу медаль Теро здобув в 2006 році на чемпіонаті Європи, що проходив в Гетеборзі. Фінський спортсмен виграв срібну нагороду поступившись лише своєму головному супернику і товаришу Андреасу Торкілдсену.
2007 спортивний рік став дуже насиченим для фіна. Спочатку, в п'ятницю 13 липня на змаганнях серії Золотої ліга ІААФ в Римі, Піткамякі метнув списа вліво від сектора і влучив ним в французького стрибуна в довжину Саліма Здірі. Останнього одразу ж було доставлено в лікарню. На щастя для Саліма пошкодження виявилося не дуже серйозним.
Але в тому ж році сталася і набагато приємніша подія для Теро Піткамякі. На чемпіонаті світу з легкої атлетики в Осаці він виборов звання чемпіона. В підсумку, за 11 перемог в сезоні на змаганнях різного рівня, Теро був удостоєний звання найкращого атлета Європи. А у себе на Батьківщині був названий спортсменом року.
У 2008 році Піткамякі виграв свою першу нагороду на Олімпіадах. В Пекіні він здобув бронзу з результатом 86,16 м. На останньому чемпіонаті світу з легкої атлетики, що відбувся в серпні 2009 року в Берліні, Піткамякі через нездужання не зміг показати гідного результату і залишився тільки 5-им.